# Dominique Rocheteau
Dominique Rocheteau, född 14 januari 1955 i Saintes, Frankrike, fotbollsspelare.
Högerytter eller centerforward som gjorde 15 mål på 49 landskamper för Frankrike. Rocheteau debuterade i en EM-kvalmatch mot Island den 3 september 1975 och var med i VM-turneringarna 1978, 1982 och 1986 samt EM 1984. Vid EM på hemmaplan 1984 var han med om att ta Frankrikes första stora mästerskapstitel och i Mexiko-VM 1986 fick han med sig en bronsmedalj. Rocheteau spelade sin sista landskamp i VM-kvartsfinalen mot Brasilien, som fransmännen vann efter straffsparksläggning, den 21 juni 1986.
På klubblagsnivå spelade Rocheteau för Saint-Étienne (1971–80), Paris Saint-Germain (1980–87) och Toulouse (1987–89). Med Saint-Étienne blev han fransk ligamästare 1974, 1975 och 1976, fransk cupvinnare 1977 samt finalist i Europacupen 1976. Med Paris Saint-Germain vann han franska ligan 1986 samt franska cupen 1982 och 1983.